# Херсонський
Херсо́нський (рос. Херсонский) — селище у складі Сакмарського району Оренбурзької області, Росія.

## Населення
Населення — 37 осіб (2010; 39 у 2002).
Національний склад (станом на 2002 рік):
- вірмени — 56 %